# Anthony Paulino
Anthony Paulino – guamski piłkarz występujący na pozycji obrońcy. W 2012 rozegrał swój pierwszy reprezentacyjny mecz, w którym nie strzelił gola.